# 张晋创
张晋创（發音：[t͡ɕɨəŋ˧˧ tən˧˦ saːŋ˧˧]；1949年1月21日—），生於南越隆安省德和縣富安鄉，越南共產黨主要領導人之一，第九、十、十一屆越共中央政治局委員（黨內位列第二，僅次於總書記阮富仲）。
1996年4月任越共中央政治局委员、胡志明市市委书记，2000年1月任越共中央经济部部长，2006年4月任越共中央書記處常務書記。2011年7月25日经越南國會选举，當選為越南社會主義共和國主席、國防與安全委員會主席。曾经獲得數學學士及胡志明國家政治學院政治學學士，被視為經濟改革派的人物。
2016年3月31日，任职不满五年后，67岁的张晋创被越南國會免去越南社會主義共和國主席職務，由新當選的陳大光接任該職務。

## 工作简历
他自1960年至1975年期間參予南越革命；1975年後，加入胡志明共產主義青年團中央工作，出任團中央書記。1988年在小河省工作，任省委书记。1997年，被擢升為胡志明市市委副書記，同年12月，越共第八屆四中全會，獲選為中央政治局委員。1998年他出任越南中央民運部部長。
1996年，他出任胡志明市市委書記，力促經濟及基建發展，受到外商重視，上任期間，胡志明市的經濟以高速發展。2000年4月，越共九大和2006年4月越共十大上，他均成功連任中央政治局委員，2006年至2011年間任越共中央書記處常務書記。

## 出任国家主席
2011年7月25日，國家主席阮明哲和國會主席阮富仲在越南第十二屆國會第九次會議集體呈辭，希望將職務交予年輕的新領導人。越南國會隨後以97%的贊成票，通過唯一候选人張晉創接任越南國家主席，同期阮生雄亦獲選出任國會主席，越共中央總書記一職則由阮富仲接任。任內更積極推動私有化及減少政府干預經濟運作。